# BMW Open 2014
BMW Open 2014 byl tenisový turnaj pořádaný jako součást mužského okruhu ATP World Tour, který se hrál v areálu MTTC Iphitos na otevřených antukových dvorcích. Konal se mezi 28. dubnem až 4. květnem 2014 v německém Mnichově jako 41. ročník turnaje.
Turnaj s rozpočtem 485 760 eur patřil do kategorie ATP World Tour 250. Nejvýše nasazeným hráčem ve dvouhře se stal třináctý tenista světa Fabio Fognini z Itálie, který se probojoval do finále proti slovenskému kvalifikantovi Martinu Kližanovi. Ten v semifinále vyřadil německého obhájce titulu a turnajovou dvojku Tommyho Haase. Kližan pak zvládl finálový duel a připsal si druhý singlový titul na okruhu ATP Tour.

## Distribuce bodů a finančních odměn

### Distribuce bodů
| Soutěž       | Vítězové | F   | SF | ČF | 16 v kole | 32 v kole | Q  | Q3 | Q2 | Q1 |
| ------------ | -------- | --- | -- | -- | --------- | --------- | -- | -- | -- | -- |
| dvouhra mužů | 250      | 150 | 90 | 45 | 20        | 0         | 12 | 6  | 0  | 0  |
| čtyřhra mužů | 250      | 150 | 90 | 45 | 0         |           |    |    |    |    |

### Finanční odměny
| Soutěž            | Vítězové | Finalisté | Semifinalisté | Čtvrtfinalisté | 16 v kole | 32 v kole | Q3   | Q2   | Q1 |
| ----------------- | -------- | --------- | ------------- | -------------- | --------- | --------- | ---- | ---- | -- |
| dvouhra mužů      | €77 315  | €40 720   | €22 060       | €12 565        | €7 405    | €4 385    | €710 | €340 |    |
| čtyřhra mužů*     | €23 500  | €12 350   | €6 690        | €3 830         | €2240     |           |      |      |    |
| * – částka na pár |          |           |               |                |           |           |      |      |    |

## Mužská dvouhra

### Nasazení
| Stát                          | Hráč                  | ATP1) | Nasazení |
| ----------------------------- | --------------------- | ----- | -------- |
| Itálie                        | Fabio Fognini         | 13.   | 1.       |
| Německo                       | Tommy Haas            | 14.   | 2.       |
| Rusko                         | Michail Južnyj        | 15.   | 3.       |
| Francie                       | Gaël Monfils          | 24.   | 4.       |
| Německo                       | Philipp Kohlschreiber | 26.   | 5.       |
| Španělsko                     | Feliciano López       | 30.   | 6.       |
| Itálie                        | Andreas Seppi         | 35.   | 7.       |
| Chorvatsko                    | Ivan Dodig            | 37.   | 8.       |
| Žebříček ATP k 21. dubnu 2014 |                       |       |          |

### Jiné formy účasti
Následující hráči obdrželi divokou kartu do hlavní soutěže:
- Dustin Brown
- Peter Gojowczyk
- Alexander Zverev

Následující hráči postoupili z kvalifikace:
- Thomaz Bellucci
- Martin Kližan
- Albert Ramos
- Jan-Lennard Struff
  -  Ričardas Berankis – jako šťastný poražený
  -  Michael Berrer – jako šťastný poražený

### Odhlášení
před zahájením turnaje
- Florian Mayer
- Gaël Monfils
- Vasek Pospisil
- Jiří Veselý (poranění levé Achillovy šlachy)

### Skrečování
- Michał Przysiężny (distorze pravého hlezna)

## Mužská čtyřhra

### Nasazení
| Stát                                                                                    | Hráč                 | Stát         | Hráč           | ATP1) | Nasazení |
| --------------------------------------------------------------------------------------- | -------------------- | ------------ | -------------- | ----- | -------- |
| Spojené státy                                                                           | Eric Butorac         | Jižní Afrika | Raven Klaasen  | 56.   | 1.       |
| Kolumbie                                                                                | Juan Sebastián Cabal | Kolumbie     | Robert Farah   | 60.   | 2.       |
| Spojené království                                                                      | Jamie Murray         | Austrálie    | John Peers     | 87.   | 3.       |
| Polsko                                                                                  | Tomasz Bednarek      | Chorvatsko   | Marin Draganja | 94.   | 4.       |
| Žebříček ATP k 21. dubnu 2014; číslo je součtem žebříčkového postavení obou členů páru. |                      |              |                |       |          |

### Jiné formy účasti
Následující páry obdržely divokou kartu do hlavní soutěže:
- Matthias Bachinger /  Kevin Krawietz
- Alexander Satschko /  Jan-Lennard Struff

## Přehled finále

### Mužská dvouhra
- Martin Kližan vs.  Fabio Fognini, 2–6, 6–1, 6–2

### Mužská čtyřhra
- Jamie Murray /  John Peers vs.  Colin Fleming /  Ross Hutchins, 6–4, 6–2